# 22-га гвардійська танкова дивізія (СРСР)
22-га гвардійська танкова Черкаська Червонопрапорна ордена Богдана Хмельницького дивізія (22 гв. ТД, в/ч 36895) — військове з'єднання танкових військ Радянської армії, що існувало у 1954—1990 роках. Дивізія створена 4 червня 1957 року на основі 115-ї гвардійської стрілецької дивізії у місті Новомосковськ (смт Черкаське), Дніпропетровська область. Дивізія відносилась до кадрованих збільшеного штату, тому була укомплектована особовим складом і технікою на 30% (3000 осіб) від штатної чисельності. Розформована у вересні 1990 року - для звільнення місця під виведення з Угорщини 93-ї гвардійської мотострілецької дивізії.

## Історія
Створено 4 червня 1957 року на основі 115-ї гвардійської стрілецької дивізії у місті Новомосковськ (смт Черкаське), Дніпропетровська область.
Від 19 лютого 1962 року створено:
- 000 окремий ракетний дивізіон
- 00 окремий ремонтно відновлювальний батальйон

У 1968 році 277-й окремий гвардійський саперний батальйон було переформовано на 277-й окремий гвардійський інженерно-саперний батальйон.
У 1980 році 000 окремий моторизований транспортний батальйон було переформовано на 0000 окремий батальйон матеріального забезпечення.
Розформована у вересні 1990 року - для звільнення місця під виведення з Угорщини 93-ї гвардійської мотострілецької дивізії.

## Структура
Протягом історії з'єднання його стурктура та склад неодноразово змінювались.

### 1960
- 223-й танковий полк (Новомосковськ, Дніпропетровська область) - 4.6.57 переданий зі складу 16-ї танкової дивізії
- 302-й гвардійський танковий полк (Новомосковськ, Дніпропетровська область) - 4.6.57 розгорнуто на основі 8-го окремого гвардійського самохідного артилерійського дивізіону
- 317-й гвардійський танковий полк (Новомосковськ, Дніпропетровська область) - 4.6.57 розгорнуто на основі 110-го гвардійського важкого танково-самохідного полку
- 360-й гвардійський мотострілецький полк (Новомосковськ, Дніпропетровська область)
- 871-й гвардійський артилерійський полк (Новомосковськ, Дніпропетровська область)
- 1069-й зенітний артилерійський полк (Новомосковськ, Дніпропетровська область)
- 00 окремий розвідувальний батальйон (Новомосковськ, Дніпропетровська область)
- 277-й окремий гвардійський саперний батальйон (Новомосковськ, Дніпропетровська область)
- 566-й окремий гвардійський батальйон зв'язку (Новомосковськ, Дніпропетровська область)
- 000 окрема рота хімічного захисту (Новомосковськ, Дніпропетровська область)
- 000 окремий санітарно-медичний батальйон (Новомосковськ, Дніпропетровська область)
- 000 окремий моторизований транспортний батальйон (Новомосковськ, Дніпропетровська область)

### 1970
- 223-й танковий полк (Новомосковськ, Дніпропетровська область)
- 302-й гвардійський танковий полк (Новомосковськ, Дніпропетровська область)
- 317-й гвардійський танковий полк (Новомосковськ, Дніпропетровська область)
- 360-й гвардійський мотострілецький полк (Новомосковськ, Дніпропетровська область)
- 871-й гвардійський артилерійський полк (Новомосковськ, Дніпропетровська область)
- 1069-й зенітний артилерійський полк (Новомосковськ, Дніпропетровська область)
- 000 окремий ракетний дивізіон (Новомосковськ, Дніпропетровська область)
- 00 окремий розвідувальний батальйон (Новомосковськ, Дніпропетровська область)
- 277-й окремий гвардійський інженерно-саперний батальйон (Новомосковськ, Дніпропетровська область)
- 566-й окремий гвардійський батальйон зв'язку (Новомосковськ, Дніпропетровська область)
- 000 окрема рота хімічного захисту (Новомосковськ, Дніпропетровська область)
- 00 окремий ремонтно-відновлювальний батальйон (Новомосковськ, Дніпропетровська область)
- 000 окремий медичний батальйон (Новомосковськ, Дніпропетровська область)
- 000 окремий моторизований транспортний батальйон (Новомосковськ, Дніпропетровська область)

### 1980
- 223-й танковий полк (Новомосковськ, Дніпропетровська область)
- 302-й гвардійський танковий полк (Новомосковськ, Дніпропетровська область)
- 317-й гвардійський танковий полк (Новомосковськ, Дніпропетровська область)
- 360-й гвардійський мотострілецький полк (Новомосковськ, Дніпропетровська область)
- 871-й гвардійський артилерійський полк (Новомосковськ, Дніпропетровська область)
- 1069-й зенітний ракетний полк (Новомосковськ, Дніпропетровська область)
- 000 окремий ракетний дивізіон (Новомосковськ, Дніпропетровська область)
- 00 окремий розвідувальний батальйон (Новомосковськ, Дніпропетровська область)
- 277-й окремий гвардійський інженерно-саперний батальйон (Новомосковськ, Дніпропетровська область)
- 566-й окремий гвардійський батальйон зв'язку (Новомосковськ, Дніпропетровська область)
- 000 окрема рота хімічного захисту (Новомосковськ, Дніпропетровська область)
- 00 окремий ремонтно-відновлювальний батальйон (Новомосковськ, Дніпропетровська область)
- 000 окремий медичний батальйон (Новомосковськ, Дніпропетровська область)
- 0000 окремий батальйон матеріального забезпечення (Новомосковськ, Дніпропетровська область)

### 1988
- 223-й танковий полк (Новомосковськ, Дніпропетровська область)
- 302-й гвардійський танковий полк (Новомосковськ, Дніпропетровська область)
- 317-й гвардійський танковий полк (Новомосковськ, Дніпропетровська область)
- 360-й гвардійський мотострілецький полк (Новомосковськ, Дніпропетровська область)
- 871-й гвардійський артилерійський полк (Новомосковськ, Дніпропетровська область)
- 1069-й зенітний ракетний полк (Новомосковськ, Дніпропетровська область)
- 000 окремий ракетний дивізіон (Новомосковськ, Дніпропетровська область)
- 00 окремий розвідувальний батальйон (Новомосковськ, Дніпропетровська область)
- 277-й окремий гвардійський інженерно-саперний батальйон (Новомосковськ, Дніпропетровська область)
- 566-й окремий гвардійський батальйон зв'язку (Новомосковськ, Дніпропетровська область)
- 000 окрема рота хімічного захисту (Новомосковськ, Дніпропетровська область)
- 00 окремий ремонтно-відновлювальний батальйон (Новомосковськ, Дніпропетровська область)
- 000 окремий медичний батальйон (Новомосковськ, Дніпропетровська область)
- 0000 окремий батальйон матеріального забезпечення (Новомосковськ, Дніпропетровська область)

## Розташування
- Штаб (Новомосковськ): 48 41 59N, 35 22 54E
- Новомосковські казарми: 48 42 14N, 35 23 04E